# Creiddylad
Creiddylad var i den keltiska mytologin dotter till kungen Lludd.
Creiddylad utvecklades av Geoffrey av Monmouth till den gestalt som är bäst känd som Shakespeares Cordelia.